# Kapelle auf dem Kreuzberg (Hallenberg)

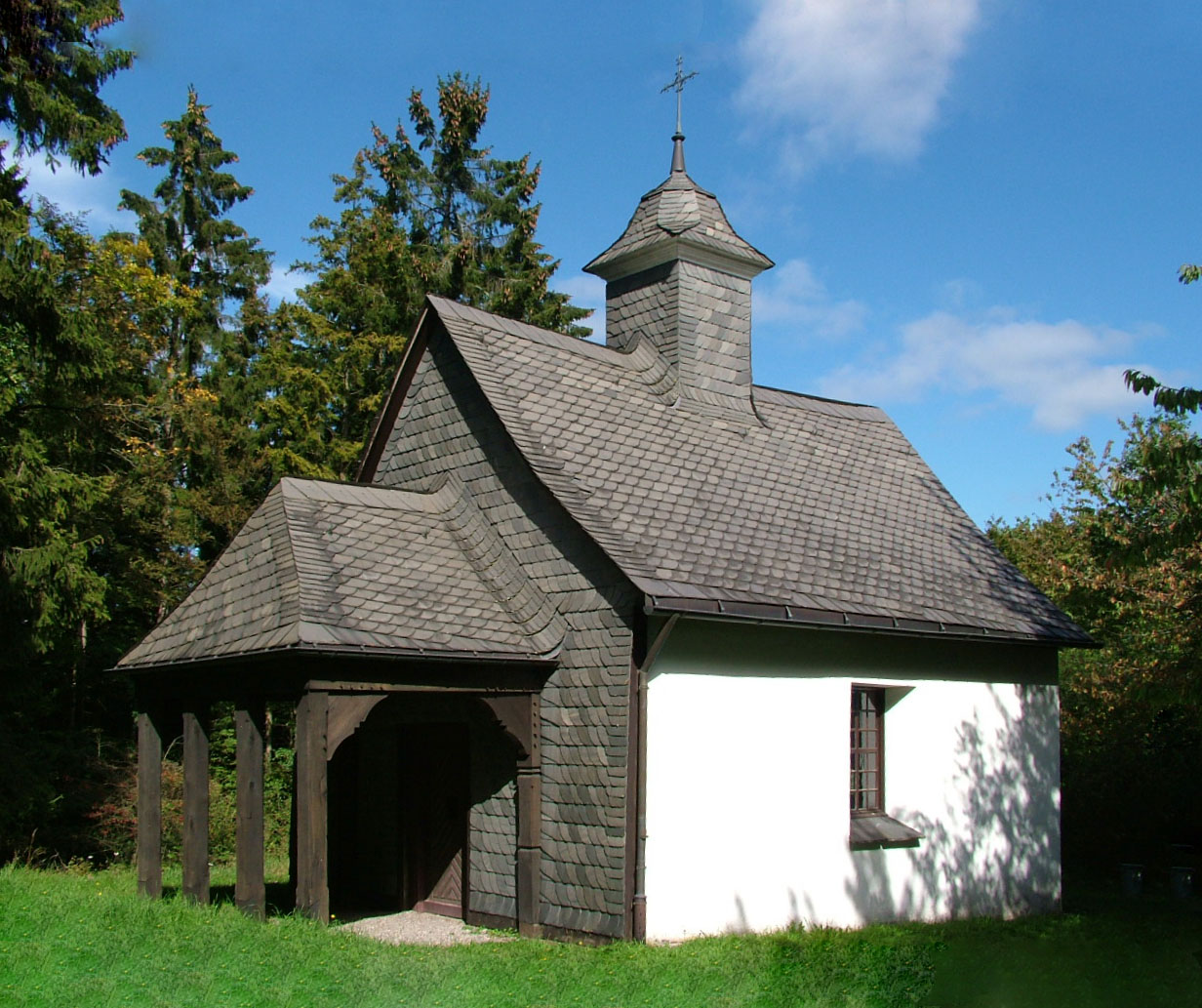
Kapelle auf dem Kreuzberg

Die Kapelle auf dem Kreuzberg ist ein denkmalgeschütztes Gebäude in Hallenberg, einer Landstadt im Hochsauerlandkreis (Nordrhein-Westfalen).

## Geschichte und Architektur
Die Kapelle wurde 1725 von den Brüdern Mörchen gestiftet. Jakob Mörchen war zuerst Kaplan in Hallenberg und von 1729 bis 1763 Pastor. Sein Bruder Franz Ignaz Mörchen wurde sein Nachfolger. Er verstarb 1770.
Der Grundriss des Gebäudes ist ein glattes Rechteck. Die Mauern sind aus Bruchstein, die Ostwand wurde verputzt, die anderen Wände wurden, ebenso wie die Fensterlaibungen, verschiefert. Die Fenster, die Tür und auch die Zargen wurden aus Holz angefertigt. Die Decke ist aus krummen Hölzern, die an den Kehlbalken aufgehängt sind, als steil ansteigende Voute gefertigt. Die Füllungen bestehen aus Wellerwerk. Im rechteckigen Deckenspiegel sind die fünf Wundmale des Herrn in Stuck dargestellt. Die Fußböden sind mit rohen Kalksteinplatten belegt. Vor dem Westeingang steht eine offene Vorhalle mit Walmdach auf vier Eichenpfosten. Der Dachreiter auf dem Satteldach ist quadratisch.

## Ausstattung
- Der Altar wurde in der Mitte des 18. Jahrhunderts aus Holz angefertigt. Auf ihm steht eine große Kreuzigungsgruppe in der Art des Rokoko. Im Altargiebel sieht man einen Gottvater auf einer Wolkenbank und darüber den Heiligen Geist. Beide Darstellungen sind von einem Strahlenkranz umrahmt.
- Von den Brüdern Mörchen wurde 1739 ein Kreuzweg gestiftet und vom Guardian der Paderborner Franziskaner geweiht. Diese Arbeiten existieren nicht mehr.[1]